# تدریس

تدریس حد و پیوستگی در کلاس درس ریاضیات

تدریس یا آموختن به آن بخش از پویندگی (فعالیت)های آموزشی که با حضور آموزگار در کلاس درس رخ می‌دهد نام نهاده می‌شود. تدریس بخشی از روند آموزش و پرورش است که یک رشته کردارهای به سامان و از پیش برنامه‌ریزی شده را در برمی‌گیرد و هدفش پیدایش شرایط دلخواه یادگیری از سوی آموزگار است.
به آن بخش از کردارهای آموزشی که از سوی رسانه‌ها و بدون حضور و تعامل آموزگار با فراگیران رخ می‌دهد، تدریس گفته نمی‌شود و آموزش و پرورش معنایی بسیار گسترده‌تر از تدریس دارد.

## ویژگی‌های تدریس
چهار ویژگی خاص در شناخت (تعریف) تدریس هست که به گونه زیر است:
1. هستی گفت و شنود میان آموزگار و فراگیران
2. کردار بر پایه اهداف پیدا و از پیش برنامه‌ریزی شده
3. طراحی آراسته با پرداختن به جایگاه و توانایی‌ها
4. پیدایش فرصت و ساده‌سازی برای یادگیری

## برداشت نابجا از تدریس

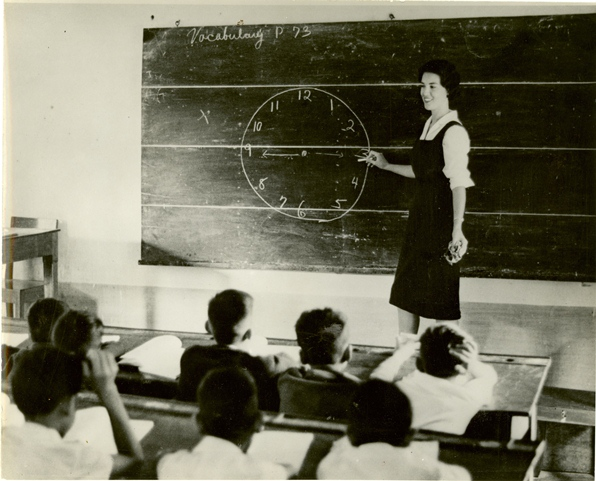
تدریس یا آموختن ساعت به دانش آموزان توسط یک معلم

واژه تدریس اگرچه آشنا و آشکار می‌نماید اما بیشتر معلمان و مجریان برنامه‌های آموزشی به ندرت با چیستی و چگونگی درست تدریس آشنایی دارند. برداشت‌های گوناگون آموزگاران از از مفهوم تدریس، می‌تواند در نگرش آنان نسبت به دانش‌آموزان و شیوه کار کردن با آنان و به‌طور کلی فرایند آموزش و پرورش، بسیار اثرگذار -چه مثبت و چه منفی- باشد.
برداشت چندگانه یا نابجا از یافته‌های تدریس می‌تواند ریشه‌های گوناگونی داشته باشد مانند سستی و ناتوانی در دانش پایه، اختلاف در ترجمه و برداشت نادرست آموزگاران از دیدگاه‌های پرورشی.

## شناخت تدریس از دیدگاه‌های گوناگون
برخی از مفاهیم تدریس:
- بیان رو در رو یافته‌های علمی از سوی آموزگار به فراگیران
- همورزی یا تعامل میان آموزگار و دانش‌آموز و محتوا در کلاس درس
- فراهم آوردن موقعیت و اوضاعی که یادگیری را برای شاگردان آسان کند.

اسمیت (۱۳۴۰) از پنج نوع شناخت تدریس یاد کرده‌است که به این‌گونه اند: توصیفی، موفقیتی، خودخواسته، هنجاری، دانشی.

## الگوهای نوین تدریس
لاگرانژ، ریاضی‌دان نامی بر این باور بود که هیچ ریاضی‌دانی اکتشافات شخصی خود را درک نکرده‌است، مگر این هنگام که این مطالب آن قدر در نظر او واضح و روشن شوند که چون از خانه به کوچه برود بتواند آن‌ها را برای اولین فردی که بر سر راه خود می‌بیند به سهولت شرح دهد.
در دهه‌های گذشته روش‌ها و الگوهای جدیدی برای تدریس پدید آمده‌است که کارایی و بازده بسیار بیشتری از روش‌های سنتی تدریس دارد و در پرورش اندیشیدن و روحیهٔ دانش‌آموز ردپای بسیار خوبی بر جای می‌گذارد. برخی از این روش‌های نوین عبارتند از:
یادگیری تفکر به شیوهٔ استقرایی، دریافت یافته‌های (مفهوم)، الگوی استقرایی کلمه-تصویر، کاوشگری دانشی و ورزیدگی‌آموزی در کاوشگری، بدیعه پردازی، یادگیری از عرضهٔ مطالب (پیش‌سازمان‌دهنده)، یاران در یادگیری، بررسی ارزش‌ها (ایفای نقش و آموزش خط‌مشی عمومی)، تدریس غیر مستقیم، توسعهٔ مفهوم مثبت از خویشتن، یادگیری از شبیه‌سازها و …

## تدریس زبان خارجه
در تمامی کشورهای جهان زبان انگلیسی به عنوان زبان خارجه، تدریس می‌شود.